# Johann Jakob Weidenkeller
Johann Jakob Weidenkeller (auch Johann Jacob; * 25. August 1789 in Kempten; † 2. Juli 1851 in Nürnberg) war ein deutscher Tierarzt und Agrarwissenschaftler.

## Leben
Weidenkeller war Sohn eines Scharfrichters. Er besuchte das Kemptener Gymnasium, das 1804 zum Königlich Bayerischen Gymnasium wurde, und schloss dort 1807 ab. Anschließend absolvierte er bis 1810 die Central-Veterinär-Schule, die Vorgängereinrichtung der heutigen tierärztlichen Fakultät der Universität München, bevor er als Kreistierarzt in den Innkreis kam.
Weidenkeller wurde ab 1813 Regimentsveterinär und nahm an den Befreiungskriegen teil. 1815 oder 1816 wurde er in Nürnberg stationiert. Er lehnte den Ruf als Direktor der Veterinärschule Düsseldorf ab und war 1819 einer der führenden Initiatoren des Industrie- und Kulturvereins in Nürnberg. Eine Vereinigung, die auch besonders um die Förderung der Schwachen bemüht war und die bereits 1820 unter Weidenkellers Leitung eine Ausstellung von Kunst- und Gewerbeprodukte veranstaltete.
Weidenkeller wurde 1833 königlicher Professor sowie Vorstand der durch ihn angeregten Kreislandwirtschafts- und Gewerbeschule. Außerdem wurde 1834 auf seine Veranlassung eine Arme-Knaben-Erziehungsanstalt ins Leben gerufen, an der er als Lehrer sowie als Vorstand eines Landwirtschaftszweiges wirkte. Diese Anstalt wuchs in der Folgezeit kontinuierlich an. Daneben machte er sich in weiteren sozialen Belangen verdient.
Das Grab von Johann Jakob Weidenkeller befindet sich auf dem (alten) Friedhof zu St. Peter in Nürnberg.

## Ehrungen
- 1818 Ehrendoktorwürde der Universität Erlangen (Dr. phil. h.c.)
- 1849 Ritterkreuz des Verdienstordens vom Heiligen Michael
- Benennung der Weidenkellerstraße in Nürnberg

## Schriften (Auswahl)
Ab 1818 gab er das Wochenblatt der Viehzucht und Tierarzneikunde heraus.
- Versuch eines Entwurfs zu einer verbesserten Organisation des Veterinärwesens in sämmtlichen Europäischen Staaten. May, Nürnberg 1816.
- Die russischen und polnischen Pferde in den süddeutschen Staaten rücksichtlich ihrer Lebensdauer. Bauer und Raspe, Nürnberg 1822.
- Anleitung zur Bearbeitung und Behandlung der öden Gründe und Sandwüsten. Bauer und Raspe, Nürnberg 1826.
- Katechismus der Landwirthschaftslehre für alle Zweige der Landwirthschaft. 2 Bände in mehreren Heften, Nürnberg 1837–1849.
- Katechismus für Hirten und Schäfer. Nürnberg 1849.